# Jean Jacques Salverda de Grave
Jean-Jacques Salverda de Grave (Noordwijk, 19 de marzo de 1863 - La Haya, 22 de marzo de 1947), fue un lingüista y filólogo romanista holandés.

## Biografía
Se doctoró como romanista con una tesis en 1888: Introduction à une edition critique du roman d'Eneas. Llegó a catedrático de Filología románica en la Universidad de Groninga entre 1907 y 1920 y luego en la de Ámsterdam. Escribió Het Roelandslied en de theorie van prof. Bédier (1914) y otras obras. 

## Obras
- Het Roelandslied en de theorie van prof. Bédier (1914)
- Des Lois et Coutumes de Saint-Amand. Haarlem, H.D. Tjeenk Willink en Zonen, 1934.
- Le livre des Droits de Verdun. Haarlem, H.D. Tjeenk Willink en Zonen, 1940.
- ‘Derk Christiaan Hesseling (Ámsterdam, 15 de julio de 1859-Leiden, 6 de abril de 1941)’ In: Jaarboek van de Maatschappij der Nederlandse Letterkunde, 1946 (1946)
- ‘Roeland Anthonie KollewijnAmersfoort, 30 de marzo de 1857-Helmond, 7 de febrero de 1942’ In: Jaarboek van de Maatschappij der Nederlandse Letterkunde, 1942 (1942)
- ‘Bijlage II. Voordracht van den heer Dr. J.J. Salverda de Grave.Taalbetrekkingen van Nederland tot Frankrijk.’ In: Jaarboek van de Maatschappij der Nederlandse Letterkunde, 1912 (1912)
- ‘Levensberichten der afgestorven medeleden van de Maatschappij der Nederlandsche Letterkunde te Leiden’, ‘Bijlage tot de Handelingen van 1907-1908’, ‘Levensbericht van A.G. van Hamel. 1842-1907.’ In: Jaarboek van de Maatschappij der Nederlandse Letterkunde, 1908 (1908)
- ‘Bijlage I. Toespraak van den voorzitter.’ In: Jaarboek van de Maatschappij der Nederlandse Letterkunde, 1902 (1902)

- Datos: Q507610
- Multimedia: Jean-Jacques Salverda de Grave / Q507610